# Mame Biram Diouf
Mame Biram Diouf (* 16. prosince 1987 Dakar) je senegalský profesionální fotbalista, který hraje jako útočník za turecký klub Göztepe SK.
Fotbal hrál za Manchester United, Molde, Hannover 96, Stoke City, Hatayspor a Konyaspor.
Do roku 2018 reprezentoval Senegal.

## Reprezentační kariéra
Diouf reprezentoval Senegal na Africkém poháru národů 2016.

### Reprezentační statistiky
Zápasy a góly platné k 24. červnu 2018
| Reprezentace | Year   | Utkání | Góly |
| ------------ | ------ | ------ | ---- |
| Senegal      |        |        |      |
| 2009         | 3      | 0      |      |
| 2010         | 5      | 1      |      |
| 2011         | 5      | 1      |      |
| 2012         | 1      | 0      |      |
| 2013         | 4      | 0      |      |
| 2014         | 4      | 2      |      |
| 2015         | 7      | 4      |      |
| 2016         | 6      | 2      |      |
| 2017         | 6      | 0      |      |
| 2018         | 6      | 0      |      |
| Celkem       | Celkem | 47     | 10   |

## Úspěchy
Manchester United
EFL Cup: 2009/10